# Otsego (Minnesota)
Otsego is een plaats (city) in de Amerikaanse staat Minnesota, en valt bestuurlijk gezien onder Wright County.

## Demografie
Bij de volkstelling in 2000 werd het aantal inwoners vastgesteld op 6389.
In 2006 is het aantal inwoners door het United States Census Bureau geschat op 12.067, een stijging van 5678 (88.9%).

## Geografie
Volgens het United States Census Bureau beslaat de plaats een oppervlakte van
78,6 km², waarvan 76,1 km² land en 2,5 km² water.

## Plaatsen in de nabije omgeving
De onderstaande figuur toont nabijgelegen plaatsen in een straal van 12 km rond Otsego.